# Joseph de Cadoudal
Pour les articles homonymes, voir Cadoudal.

Blason de la famille Cadoudal : « d'azur au dextrochère armé d'or, mouvant du flanc dextre, la main au naturel, tenant une épée d'argent montée d'or et chargé d'un bouclier antique d'hermines, à la fleur de lys de gueules en abyme. » (Devise : Doue ha mem bro)

Joseph Cadoudal puis Joseph de Cadoudal (26 janvier 1784 à Kerléano, alors commune de Brech - 29 juin 1852) est un militaire français, frère cadet du célèbre chef de la Chouannerie, Georges Cadoudal. 
Il est chef de division à l'Armée Royale de Bretagne, colonel de la Légion du Morbihan, maréchal de camp, gentilhomme honoraire de la chambre du Roi, chevalier de Saint-Louis, commandeur de la Légion d'honneur. Il est anobli par le roi Louis XVIII, ainsi que sa famille, et maintenu dans sa noblesse (lettres patentes du 16 décembre 1815). 

## Biographie
Bonaparte, premier Consul, craignant sans doute l'influence de Joseph Cadoudal en Bretagne, voulut s'emparer de lui et le faire conduire à Brienne. Il écrivit au général Louis Joseph Victor Jullien de Bidon, préfet du Morbihan, pour lui donner l'ordre de faire emmener le jeune Cadoudal dans cette maison où il terminerait son éducation aux frais du gouvernement. Cet ordre fut donc transmis à Kerléano, mais Pierre Guillemot, le célèbre roi de Bignan, ancien lieutenant de Georges Cadoudal, lui fit comprendre qu'avec le nom qu'il portait il ne pouvait, à aucun prix, accepter une semblable proposition, et l'engagea à se rendre à Londres avec lui.
C'est ainsi que le 20 novembre 1804, avant l'aube, la chaloupe La Victoire, sous les ordres du capitaine François Le Court, de l'île aux Moines, se dirigeait sur l'embouchure de la rivière d'Auray avec à son bord Pierre et François Guillemot ainsi que Joseph Cadoudal. Ils se rendaient à l'île d'Houat, espérant y trouver un bateau qui les conduise en Angleterre. Mais le navire anglais sur lequel ils comptaient ne parut point et ils durent prolonger leur séjour sur cette île.
Le 25 novembre, un gendarme de la marine, à la recherche de matelots déserteurs, se présenta à bord de la chaloupe et demanda au patron de lui présenter son rôle et insista pour voir les passeports des passagers. Repoussé vivement, il rentra à Belle-Île, où il rendit compte aux autorités compétentes. Les parages d'Houat devenant peu sûrs, le capitaine mit à la voile pour Guernesey. Mais la mer était agitée et Guillemot, malade, donna l'ordre de débarquer à Concarneau. Les fugitifs, dont Joseph, proscrits pour ne pas avoir accepté les propositions du gouvernement, y trouvèrent, pendant quelques jours, l'hospitalité, puis ils rentrèrent dans le Morbihan et se séparèrent pour échapper plus facilement aux poursuites, se confiant au dévouement des habitants des campagnes. Malheureusement pour lui, Guillemot fut pris et fusillé. 
Joseph Cadoudal parvint, par d'autres voies, à gagner Londres, où il se joignit à la petite colonie des émigrés. Son jeune frère Louis vint l'y rejoindre et tous deux reprirent leurs études, sous la direction de Mgr Amelot, l'ancien évêque de Vannes, lui-même émigré. Ils suivaient d'un œil attentif les projets de débarquement et de restauration élaborés par le comte de Provence et son entourage. 
Rentré en France en 1814 avec les Bourbons, Joseph commanda une division de l'armée insurrectionnelle pendant les Cent-Jours, à la tête des marins de Plouharnel et de Carnac. Un jour, s'étant imprudemment avancé pour reconnaître les positions des troupes bonapartistes, il fut poursuivi, l'épée aux reins par les cavaliers et se trouva acculé au Loc, aux environs de Treulan. La rivière, assez resserrée à cet endroit, a des berges escarpées. Suivi de trop près, il ne pouvait songer à gagner les ponts des moulins, soit de Tal-houet, soit de Hurthod. Il enveloppa violemment son cheval de ses jambes et franchit l'obstacle. Les cavaliers qui le poursuivaient n'osèrent le suivre et le perdirent de vue. 
Mais, pendant qu'il franchissait la rivière, son chapeau à cocarde blanche y était tombé; il fut rapporté comme trophée au général Guillaume-Charles Rousseau qui, le lendemain, le lui fit rendre par un parlementaire. M. Montrelay, notaire à Lorient, racontait de quelle manière, étant enfant, il fit sa connaissance : « Un jour, j'étais avec ma mère en chaise de poste, sur la route d'Hennebont à Auray, j'avais cinq ans, c'était au mois de mai 1815, pendant les Cent Jours. Les campagnes regorgeaient des troupes des généraux Rousseau et Bigarré, mais aussi des chouans de Sol de Grisolles et de Cadoudal, qui avaient repris les armes à la rentrée de Napoléon aux Tuileries. Nous venions de dépasser Landévant quand un cri de Halte-là fit arrêter brusquement notre voiture. Un cavalier s'en approcha, l'inspecta minutieusement en s'informant du but de notre voyage. Sur la réponse de ma mère que nous allions à Ste Anne, il fit signe au cocher de continuer son chemin puis, enlevant son cheval, il franchit le fossé et le talus qui bordaient la route, et disparut dans le taillis. La première personne qui se présenta à nous au moment où notre voiture s'arrêta devant l'hôtel du "Lion d'Or" à Ste Anne, ce fut notre cavalier qui, baissant le marchepied, offrit le bras à ma mère pour descendre, en s'excusant d'avoir pu l'effrayer. » C'était le général de Cadoudal. 
Le 29 mai 1815, eut lieu à Rennes, l'enregistrement des lettres patentes données par le Roi à Paris le 27 janvier, au sieur Joseph de Cadoudal, colonel de la Légion du Morbihan, par lesquelles lettres, Sa Majesté confirme, maintient et garde ledit sieur Joseph de Cadoudal, fils, dans la possession et jouissance de la noblesse accordée à son père, par ordonnance du 12 octobre 1814. En conséquence, Joseph de Cadoudal a prêté le serment qui suit : « Je jure d'être fidèle au Roi, de garder et observer les lois du Royaume ».

## Vie privée
Joseph de Cadoudal épouse en 1822, à Clermont-Ferrand, Virginie du Lac (1795-1828).
De cette union, naîtront deux enfants :
- Georges de Cadoudal (1823-1885), homme de lettres et conseiller général du Morbihan, qui sera le père du futur général Henri de Cadoudal (1859-1925).
- Virginie Jeanne Marie de Cadoudal (1825-1872).

## Décorations
- Commandeur de la Légion d'honneur[2]
- Chevalier de l'ordre royal et militaire de Saint-Louis[2]